# Calamus godefroyi
Calamus godefroyi är en enhjärtbladig växtart som beskrevs av Odoardo Beccari. Calamus godefroyi ingår i släktet Calamus och familjen Arecaceae. Inga underarter finns listade i Catalogue of Life.